# Macedonië op het Eurovisiesongfestival 2009
Macedonië nam deel aan het Eurovisiesongfestival 2009 in Moskou, Rusland. Het was de 9de deelname van het land op het Eurovisiesongfestival. De selectie verliep via het jaarlijkse Skopje Fest, waarvan de finale plaatsvond op 21 februari 2009. MRT was verantwoordelijk voor de Macedonische bijdrage voor de editie van 2009.

## Selectieprocedure
Om de kandidaat te selecteren voor het festival, koos men ervoor om een nationale finale te organiseren, Skopje Fest.
Eerst waren er 2 halve finales, waaraan elk 16 artiesten deelnamen en waarvan de top 8 doorging naar de finale.
De halve finales vonden plaats op 19 en 20 februari 2009.
Deze vond plaats op 21 februari 2008 in Skopje.
De winnaar werd gekozen door middel van een jury en televoting.

### Halve finale 1
| Volgorde | Artiest                          | Lied                             | Jury | Televoting | Totaal | Plaats |
| -------- | -------------------------------- | -------------------------------- | ---- | ---------- | ------ | ------ |
| 1        | Kostadin Papa                    | "Za nea postojam"                | 0    | 8          | 8      | 6      |
| 2        | Ana Simonovska                   | "Dobar kraj"                     | 4    | 0          | 4      | 10     |
| 3        | Andrijana Janevska               | "Drvo bez koren"                 | 8    | 0          | 8      | 6      |
| 4        | Treta dimenzija                  | "Isto sto i ti"                  | 0    | 3          | 3      | 12     |
| 5        | Vodolija                         | "Mojot TV"                       | 0    | 1          | 1      | 13     |
| 6        | Verce Pandilovska                | "Severno od mene, juzno od tebe" | 6    | 0          | 6      | 8      |
| 7        | Dimitar Andonovski               | "Me pronajde ti"                 | 1    | 4          | 5      | 9      |
| 8        | Risto Samardjiev & Zoran Dzorlev | "103 beli lebedi"                | 12   | 7          | 19     | 2      |
| 9        | Lili                             | "Za kraj"                        | 0    | 0          | 0      | 14     |
| 10       | Zarmena                          | "Igra so nas"                    | 0    | 0          | 0      | 14     |
| 11       | Sleng                            | "Gengsta oro"                    | 5    | 10         | 15     | 3      |
| 12       | Emilija Gievska                  | "Patuvam niz vremeto"            | 0    | 0          | 0      | 14     |
| 13       | Proekt Makedonija                | "Pomalku naivno"                 | 7    | 5          | 12     | 4      |
| 14       | Daniel                           | "Sila na ljubovta"               | 3    | 6          | 9      | 5      |
| 15       | Next Time                        | "Nešto što kje ostane"           | 10   | 12         | 22     | 1      |
| 16       | Jane Dulimaglovski               | "Gledas, ne sum sam"             | 2    | 2          | 4      | 10     |

### Halve finale 2
| Volgorde | Artiest                    | Lied                     | Jury | Televoting | Totaal | Plaats |
| -------- | -------------------------- | ------------------------ | ---- | ---------- | ------ | ------ |
| 1        | Dejan Trifunovski          | "Ljubovta doaga"         | 0    | 5          | 5      | 8      |
| 2        | Stefan Cvetkovski          | "Zemi se"                | 0    | 1          | 1      | 12     |
| 3        | Jasmina Dimitrovska        | "Na moe mesto"           | 2    | 0          | 2      | 11     |
| 4        | Filip Jordanovski          | "Volsebnik"              | 0    | 0          | 0      | 13     |
| 5        | Vlatko Ilievski            | "Najbogat na svet"       | 7    | 6          | 13     | 5      |
| 6        | Venera                     | "Povtorno ljubena"       | 0    | 0          | 0      | 14     |
| 7        | Patnici & Dijana Trajkoski | "Nasmej se"              | 1    | 2          | 3      | 10     |
| 8        | Aleksandar Belov           | "Zastani, solzi izbrisi" | 5    | 10         | 15     | 3      |
| 9        | Naum Petreski & Kaliopi    | "Rum Dum Dum (Zbogum)"   | 12   | 12         | 24     | 1      |
| 10       | Amir Ibraimovski           | "Otvori go srceto"       | 0    | 0          | 0      | 15     |
| 11       | Bravo Band                 | "Devojko"                | 8    | 7          | 15     | 4      |
| 12       | Vlatko Lozanovski          | "Blisku do mene"         | 10   | 8          | 18     | 2      |
| 13       | Pampersi                   | "Zboguvanje"             | 0    | 0          | 0      | 16     |
| 14       | Rock Agresori              | "Ding Dong"              | 3    | 4          | 7      | 7      |
| 15       | Nade Talevska              | "Dali mislis na nas"     | 4    | 0          | 4      | 9      |
| 16       | Kristijan Jovanov          | "Nema da zboram"         | 6    | 3          | 9      | 6      |

### Finale
| Volgorde | Artiest                          | Lied                             | Jury | Televoting | Televoting | Totaal | Plaats |
| -------- | -------------------------------- | -------------------------------- | ---- | ---------- | ---------- | ------ | ------ |
| 1        | Vlatko Ilievski                  | "Najbogat na svet"               | 4    | 4          | 1608       | 8      | 6      |
| 2        | Dejan Trifunovski                | "Ljubovta doaga"                 | 0    | 0          | 537        | 0      | 14     |
| 3        | Risto Samardjiev & Zoran Dzorlev | "103 beli lebedi"                | 10   | 7          | 3151       | 17     | 3      |
| 4        | Bravo Band                       | "Devojko"                        | 0    | 3          | 1011       | 3      | 10     |
| 5        | Aleksandar Belov                 | "Zastani, solzi izbrisi"         | 1    | 5          | 2595       | 6      | 7      |
| 6        | Next Time                        | "Nešto što kje ostane"           | 7    | 12         | 4176       | 19     | 1      |
| 7        | Rock Agresori                    | "Ding Dong"                      | 0    | 2          | 985        | 2      | 11     |
| 8        | Verce Pandilovska                | "Severno od mene, juzno od tebe" | 0    | 0          | 108        | 0      | 14     |
| 9        | Daniel                           | "Sila na ljubovta"               | 5    | 0          | 528        | 5      | 9      |
| 10       | Proekt Makedonija                | "Pomalku naivno"                 | 0    | 1          | 972        | 1      | 13     |
| 11       | Naum Petreski & Kaliopi          | "Rum Dum Dum (Zbogum)"           | 12   | 6          | 3055       | 18     | 2      |
| 12       | Kostadin Papa                    | "Za nea postojam"                | 0    | 0          | 738        | 0      | 14     |
| 13       | Vlatko Lozanovski                | "Blisku do mene"                 | 8    | 8          | 3402       | 16     | 4      |
| 14       | Andrijana Janevska               | "Drvo bez koren"                 | 6    | 0          | 218        | 6      | 8      |
| 15       | Sleng                            | "Gengsta oro"                    | 3    | 10         | 4168       | 13     | 5      |
| 16       | Kristijan Jovanov                | "Nema da zboram"                 | 2    | 0          | 621        | 2      | 12     |

## In Moskou
In de eerste halve finale moesten ze optreden als 13de net na IJsland en voor Roemenië. Op het einde van de puntentelling bleken ze op een 10de plaats te zijn geëindigd met 45 punten. Normaal was dit genoeg geweest om de finale te halen, echter koos de jury het 10de land en daar was men niet bij.
België had geen punten over voor deze inzending en Nederland zat in de andere halve finale.

### Gekregen punten

#### Halve finale 1
| 12 punten | 10 punten                | 8 punten                | 7 punten   | 6 punten                |
| --------- | ------------------------ | ----------------------- | ---------- | ----------------------- |
|           | - Bulgarije - Montenegro | - Bosnië en Herzegovina |            | - Turkije - Zwitserland |
| 5 punten  | 4 punten                 | 3 punten                | 2 punten   | 1 punt                  |
|           |                          | - Tsjechië              | - Roemenië |                         |

### Punten gegeven door Macedonië

#### Halve finale 1
Punten gegeven in de halve finale:
| 12 punten | Turkije               |
| 10 punten | Bosnië en Herzegovina |
| 8 punten  | Montenegro            |
| 7 punten  | Roemenië              |
| 6 punten  | Wit-Rusland           |
| 5 punten  | Bulgarije             |
| 4 punten  | IJsland               |
| 3 punten  | Zweden                |
| 2 punten  | Armenië               |
| 1 punt    | Israël                |

#### Finale
Punten gegeven in de finale:
| 12 punten | Turkije               |
| 10 punten | Bosnië en Herzegovina |
| 8 punten  | Noorwegen             |
| 7 punten  | Albanië               |
| 6 punten  | Verenigd Koninkrijk   |
| 5 punten  | Roemenië              |
| 4 punten  | Kroatië               |
| 3 punten  | Azerbeidzjan          |
| 2 punten  | IJsland               |
| 1 punt    | Armenië               |

| 12 punten | Verenigd Koninkrijk   |
| 10 punten | Bosnië en Herzegovina |
| 8 punten  | Turkije               |
| 7 punten  | Noorwegen             |
| 6 punten  | Roemenië              |
| 5 punten  | Armenië               |
| 4 punten  | IJsland               |
| 3 punten  | Kroatië               |
| 2 punten  | Azerbeidzjan          |
| 1 punt    | Moldavië              |

| 12 punten | Albanië               |
| 10 punten | Turkije               |
| 8 punten  | Bosnië en Herzegovina |
| 7 punten  | Kroatië               |
| 6 punten  | Noorwegen             |
| 5 punten  | Roemenië              |
| 4 punten  | Griekenland           |
| 3 punten  | Azerbeidzjan          |
| 2 punten  | Rusland               |
| 1 punt    | IJsland               |